# Michiel Mantel
Michiel Mantel (Amstelveen, 12 de junio de 1997) es un deportista neerlandés que compite en remo.
Ganó una medalla de plata en el Campeonato Mundial de Remo de 2022 y una medalla de plata en el Campeonato Europeo de Remo de 2022, en la prueba de ocho con timonel.

## Palmarés internacional
| Campeonato Mundial | Campeonato Mundial       | Campeonato Mundial | Campeonato Mundial |
| Año                | Lugar                    | Medalla            | Prueba             |
| ------------------ | ------------------------ | ------------------ | ------------------ |
| 2022               | Račice (República Checa) | Medalla de plata   | Ocho con timonel   |
| Campeonato Europeo |                          |                    |                    |
| Año                | Lugar                    | Medalla            | Prueba             |
| 2022               | Múnich (Alemania)        | Medalla de plata   | Ocho con timonel   |